# Orientispa shirozui
Orientispa shirozui är en insektsart som först beskrevs av Nakahara 1961.  Orientispa shirozui ingår i släktet Orientispa och familjen fångsländor. Inga underarter finns listade i Catalogue of Life.